# لي سو كيونغ
لي سو كيونغ هي ممثلة كورية جنوبية ولدت في 24 أكتوبر 1996.

## فيلموغرافيا

### مسلسلات تلفزيونية
| عام  | عنوان                            | قناة البث   | الدور         | ملحوظة                     | مراجع  |
| ---- | -------------------------------- | ----------- | ------------- | -------------------------- | ------ |
| 2015 | Hogu's Love                      | تي في ان    | كانغ هو كيونغ |                            | [ 4 ]  |
| 2015 | دراما خاصة                       | كي بي إس 2  | نام سيونغ هي  | الحلقة: "بحثا عن أرجنتا "" | [ 5 ]  |
| 2015 | Reply 1988                       | تي في ان    | لي سو كيونغ   | دور الكاميو (الحلقة 8)     | [ 6 ]  |
| 2016 | Kidnapping Assemblyman Mr. Clean | إس بي إس    | سول جي        |                            | [ 7 ]  |
| 2018 | Where Stars Land                 | إس بي إس    | يونغ جو       |                            | [ 8 ]  |
| 2021 | Law School                       | جي تي بي سي | كانغ سول بي   |                            | [ 9 ]  |
| 2022 | Adamas                           | تي في ان    | كيم سيو هي    |                            | [ 10 ] |

## روابط خارجية
لي سو كيونغ على موقع IMDb (الإنجليزية)
- لي سو كيونغ على موقع قاعدة بيانات الفيلم (الإنجليزية)